# 第九 (GReeeeNのアルバム)
『第九』（だいく）は、GReeeeNの9枚目のオリジナルアルバム。2019年9月25日にZEN MUSICから発売された。

## 解説
前作『うれD』から1年5ヶ月ぶりとなる作品。
通常盤「CD」のみ、初回限定盤A「CD+DVD+オリジナルポータブルCDプレイヤー」、初回限定盤B「CD+DVD」の計3形態で発売。初回限定盤A、BのDVDにはミュージックビデオ6曲、スペシャルムービー『「第九」四重奏〜嚶鳴と吹鳴の果てに〜』が収録されている。
アルバムジャケットは9個の目玉焼きを緑色の糸で縫った写真。通常盤、初回限定盤A、初回限定盤Bで目玉焼きが異なる。
アルバム予約特典の先着で「オリジナル”目玉焼き”ステッカー」がプレゼントされた。
アートワークはとんだ林蘭が担当している。
アルバム発売を記念してメンバー直筆メッセージが全国のCDショップに掲載された。

## 収録曲
- 作詞、作曲：GReeeeN（12曲目「一緒にいこう」を除く）

1. 勝ちドキ[3:48]
  - 編曲、プログラミング：GReeeeN、高田翼
  - バスケットボール男女日本代表 Akatsuki Five 公式応援ソング
2. 贈る言葉[4:02]
  - 編曲：高田翼
  - 32ndシングル
  - 映画『走れ!T校バスケット部』主題歌
3. 逢い言葉[4:07]
  - 編曲：釣俊輔、JIN
  - docomo×GReeeeN ｢うた手紙｣ テーマソング
  - 約1年半越しのCD化となる。
4. 2/7の順序なき純情[3:10]
  - 編曲、プログラミング：春日俊介
  - TBS系列『王様のブランチ』テーマソング
5. ノスタルジア[4:01]
  - 編曲：春日俊介
  - SUNTORY ｢サントリー天然水 GREEN TEA｣ キャンペーンソング
6. ポポポポポーズ[1:57]
  - 編曲：GReeeeN
  - NHK教育 ｢いないいないばあっ!｣ への楽曲提供のセルフカバー
7. ミドリイロ[3:10][2]
  - 編曲：GReeeeN、KOUICHI
  - グリーンランド『GReeeeNLAND』テーマソング
8. カワリバンコハンブンコ (Album Ver.)[4:14]
  - 編曲：春日俊介
  - 32ndシングルのカップリング
  - アルバムバージョンで収録。アレンジが若干異なる。
9. 約束×No title (Album Ver.)[5:34]
  - 編曲：JIN
  - 33rdシングル
  - 映画『愛唄 -約束のナクヒト-』主題歌
  - アルバムバージョンで収録。シングルバージョンとは歌詞が一部異なる。
10. 460 〜YOUR SONG〜[4:10][2]
  - 編曲：GReeeeN
  - 損保ジャパン ホッケー日本代表応援 ｢かけるひとへ｣篇 CMソング
  - 33rdシングルのカップリング
  - 「460」はメンバーHIDEが制作したデモの番号。読み方は「ヨンロクゼロ」であるとDVD収録の特別映像で言及している。
11. 元気ですか[4:50]
  - 編曲：GReeeeN
12. 一緒にいこう[2:33]
  - 作詞：篠原誠
  - 作曲：アルバート・フォン・ティルザー（英: Albert Von Tilzer）、ヨハン・ゼバスティアン・バッハ）
  - 編曲：GReeeeN
  - 「私を野球に連れてって」と「主よ人の望みの喜びよ」の2曲をアレンジ。
  - KDDI au“三太郎シリーズ”｢一緒にいこう｣篇 CMソング
13. アイノカタチ[4:29]
  - 編曲、プログラミング：JIN
  - MISIAへの楽曲提供のセルフカバー
  - リードボーカルはSOHが務めている。
14. キセキ for Basketballers[1:33]
  - バスケットボール男女日本代表 Akatsuki Five 公式応援ソング

### DVD（初回限定盤A、初回限定盤B）
Music Clips
1. 贈る言葉
2. 約束×No title
3. ミドリイロ
4. ノスタルジア
5. 恋
6. UR not alone

特別映像
1. 「第九」四重奏〜嚶鳴と吹鳴の果てに〜